# Manuel Asmat Asmad
Manuel Jesús Asmat Asmad (Trujillo, 22 de diciembre de 1943) es un profesor y político peruano. Es miembro del Partido Aprista Peruano y ejerció como diputado por Lima durante el disuelto periodo 1990-1992.

## Biografía
Manuel Asmat nació en la ciudad de Trujillo, ubicada en el departamento de La Libertad (Perú), el 22 de diciembre de 1943. Es hijo de Juan Asmat Silva y de Rosa Elvira Asmad.
Ingresó a la Universidad Nacional Federico Villarreal y se graduó como profesor, siendo también bachiller y doctor en Educación.

## Trayectoria profesional
Como docente, Manuel Asmat laboró enseñando en la Universidad Nacional Federico Villarreal en la Facultad de Filosofía desde el año 1976 hasta la actualidad. Fue también decano de la Facultad de Educación de la UNFV en dos ocasiones (2004-2007 y 2011-2014) y director de la Escuela de Postgrado desde 2006 hasta 2007.
Fue también miembro de diversas exposiciones de la UNFV y en el Sistema Nacional de Evaluación, Acreditación y Certificación de la Calidad Educativa (SINEACE), así como expositor en la Universidad Peruana de Las Américas.

## Trayectoria política
Como político, Manuel Asmat incursiona como militante del Partido Aprista Peruano, partido político fundado por Víctor Raúl Haya de la Torre. Como partidario se desempeñó como miembro del Comité Ejecutivo Nacional, desde 2004 hasta 2010, y como miembro del Tribunal Nacional Electoral Aprista, desde 2013 hasta 2016. Ocupó también la Dirección de Educación y Cultura del partido para el lapso 2004-2006.
Desde 1989 hasta 1990, laboró como director departamental en el Ministerio de Educación del Perú.
En el año 1990, Manuel Asmat postula a la Cámara de Diputados del Congreso de la República por la circunscripción de Lima Metropolitana del Partido Aprista y es elegido como diputado para el periodo parlamentario 1990-1995, obteniendo 19,529 votos. Sin embargo, su cargo luego es disuelto en la noche del 5 de abril de 1992 tras el autogolpe de estado decretado por el presidente Alberto Fujimori. Asmat junto con los demás miembros apristas formaron parte de la oposición al régimen fujimorista hasta su caída en el año 2000.
En las elecciones del año 1995 y en las elecciones del año 2000, postuló nuevamente al Congreso de la República sin tener éxito. Ese mismo año, participó en la Marcha de los Cuatro Suyos encabezada por Alejandro Toledo.
Desde marzo del 2002 hasta julio del 2006, formó parte del Acuerdo Nacional como representante del Partido Aprista Peruano.